# Municipio de Thief Lake
El municipio de Thief Lake (en inglés: Thief Lake Township) es un municipio ubicado en el condado de Marshall en el estado estadounidense de Minnesota. En el año 2010 tenía una población de 39 habitantes y una densidad poblacional de 0,41 personas por km².

## Geografía
El municipio de Thief Lake se encuentra ubicado en las coordenadas 48°28′29″N 95°54′6″O / 48.47472, -95.90167. Según la Oficina del Censo de los Estados Unidos, el municipio tiene una superficie total de 94.55 km², de la cual 72,81 km² corresponden a tierra firme y (22,99 %) 21,74 km² es agua.

## Demografía
Según el censo de 2010, había 39 personas residiendo en el municipio de Thief Lake. La densidad de población era de 0,41 hab./km². De los 39 habitantes, el municipio de Thief Lake estaba compuesto por el 100 % blancos. Del total de la población el 0 % eran hispanos o latinos de cualquier raza.